# Maisod
 Maisod  es una población y comuna francesa, situada en la región del Franco Condado, departamento de Jura, en el distrito de Saint-Claude y cantón de Moirans-en-Montagne.

## Demografía
| 125 | 122 | 133 | 162 | 203 | 271 | 306 | 316 | 336 | 329 | 324 |
| Para los censos de 1962 a 1999 la población legal corresponde a la población sin duplicidades (Fuente: INSEE [Consultar]) |     |     |     |     |     |     |     |     |     |     |